# Simon Du Bois
Simon Du Bois ou Dubois, né en 1632 à Anvers et mort en 1708 à Londres, est un portraitiste d'origine flamande ou néerlandaise, actif en Angleterre de 1685 jusqu'à sa mort. 

## Biographie
Simon Du Bois naît en 1632 à Anvers.
Il est le plus jeune fils de Hendrick Du Bois et de sa femme Helena Leonora Sieveri. 
De 1646 à 1653, il vit à Haarlem, où il est élève de Van Berchem et de Wouwermans. En 1653, il voyage avec son frère, Eduard (1619-1696).